# إريك فون دانكن
إريك انطون بول فون دانكن (/ ɛrɨk fɒn dɛnɨkɨn /؛ الألمانية: [ه: ʁɪç fɔn dɛ : nɪkən]؛ مواليد 14 أبريل 1935) هو كاتب سويسري مثير للجدل كتب العديد من المؤلفات حول التأثيرات الأتية من خارج الأرض على الثقافة الإنسانية في الزمن الغابر. أشهر كتبه هو «عربات الآلهة؟»، التي نشر في عام 1968. فون دانكن هو واحد من الشخصيات الرئيسية المسؤولة عن الترويج للـ«باليوكونتاكت» والفرضيات حول رواد الفضاء القدماء. ورفض عدد كبير من العلماء والأكاديميين الأفكار التي وردت في كتبه إلى حد أنهم صنفوا أعماله في خانة «التاريخ المزيف» و «أعمال الحفريات الأثرية المزيفة».
كتب فون دانكن أول كتبه بينما كان يعمل كمدير لفندق روزنهوقل في دافوس، سويسرا. وقد أدين بالعديد من الجرائم المالية، بما في ذلك الاحتيال. بعد وقت قصير من نشره. سمحت العائدات من مبيعات كتابه بسداد ديونه وبعدها ترك قطاع الفنادق. وكتب كتابه الثاني، «الآلهة من الفضاء الخارجي»، وهو في السجن.
أصبح فون دانكن في وقت لاحق أحد مؤسسي جمعية بحوث علم الأثار وريادة الفضاء وسيتي (AAS RA) كما قام بتصميم وإنشاء حديقة الغموض (التي تعرف الآن باسم يونغفراو بارك)، كمتنزه يقع في إنترلاكن في سويسرا، والذي افتتح في 23 مايو 2003.

## فرضية تأثير كائنات فضائية على الأرض
الفرضية العامة التي دافع عنها فان دانكن في جميع كتبه هي أن كائنات كونية زارت الأرض في الأزمنة الغابرة وأثرت على الثقافة الأولية للجنس البشري. ودليله على ذلك أن بناء هياكل ضخمة مثل الأهرامات وتماثيل جزيرة القيامة من الضخامة بشكل لا يمكن لشعوب تلك الأزمنة القيام بها بالتقانة والمعلومات المتوفرة لهم. بالإضافة لذلك، هناك العديد من الأعمال الفنية القديمة التي تصور فضائيين ومركبات فضائية وطائرات وتقنيات معقدة من المفترض أن لا تملكها تلك الثقافات القديمة. بالإضافة، اعتبر فون دانكن أن تلك الكائنات أئرت في المحكيات الدينية وساهمت في وضع الأسس والشعائر الدينية وخاصة في التوراة.

## نقد فرضياته
رفض العديد من العلماء والأكاديميين فرضيات فون دانكن وفندوها بدرجة عالية. كما أثبتت مجلة سكيبتيك ماكازين أنه أخذ أفكاره من أعمال أدبية سابقة له مثل "صباح السحرة" وتأثر بشكل كبير بقصص "نداء سيثولهو المنشورة عام 1926 وكتاب "جبل الجنون" المنشور عام 1931.

## شهرته
ترجمة أعماله إلى 32 لغة وباع أكثر من 63 مليون نسخة.

## كتبه
- مركبات الألهة، 1969
- العودة إلى النجوم، 1970
- ألهة من الفضاء الخارجي، 1972
- ذهب الألهة، 1973
- معجزات الألهة: نظرة الع عالم الخارق، 1975
- البحث عن ألهة الأقدمين: إدلتي المصورة عن المستحيل، 1976
- بحسب الأدلة، 1977
- إشارات الألهة، 1980
- حجارة كرباتي: درب الألهة، 1982
- الألهة وتصميمهم الأعظم: عجيبة العالم الثامنة، 1984.
- عيون أبو الهول: أحدث أدلة الإتصال بمخلوقات كونية، 1996
- عودة الألهة/ دليل زيارات كائنات كونية، 1998
- وصول الألهة: موع الهبوط في ناسكا، 1998
- كان الألهة رواد فضاء: دليل هوية الألهة القديمة الحقيقية، 2001
- أوديسة الألهة: تاريخ الكائنات الفضائية للإغريق، 2002
- التاريخ على خطاء، 2009
- غسق الألهة: رزنامة المايا وعودة الكائنات الفضائية، 2010

## روابط خارجية
- إريك فون دانكن على موقع IMDb (الإنجليزية)
- إريك فون دانكن على موقع مونزينجر (الألمانية)
- إريك فون دانكن على موقع ألو سيني (الفرنسية)
- إريك فون دانكن على موقع أول موفي (الإنجليزية)
- إريك فون دانكن على موقع إن إن دي بي (الإنجليزية)
- إريك فون دانكن على موقع ديسكوغز (الإنجليزية)
- إريك فون دانكن على موقع قاعدة بيانات الفيلم (الإنجليزية)
- إريك فون دانكن على موقع كينوبويسك (الروسية)